# Luis Bitar Mahuad
Luis Bitar Mahuad (Guayaquil, Ecuador; 13 de abril de 2020) fue un cirujano plástico ecuatoriano y pionero del judo en Ecuador.

## Biografía

### Carrera deportiva
Fue considerado uno de los pioneros en el deporte del judo en Ecuador, formado por judocas como su hermano, el ingeniero Roberto Bitar Mahuad, junto a sus compañeros deportistas Agustín Arroyo Yerovi, Juan Carlos Faidutti, Jorge Delgado Bermúdez y Roberto Bitar Mahuad, quienes fueron formados por el profesor holandés Johan Moes, segundo dan kodokan, quien trajo el deporte en los años cincuenta a Guayaquil. Fue un deportista destacado con una generación que de deportistas que se iniciaron junto a él y que precedió como Sonia Carabajo, María Cangá y Fernando Ibáñez, entre otros, con participaciones a nivel internacional.
En 2003 se realizó el Campeonato Abierto de Judo Luis Bitar, un campeonato preinfantil e infantil que llevó su nombre, donde participaron niños de escuelas, clubes, asociaciones, ligas deportivas cantonales y judocas que practica el deporte.

### Carrera de médico
Fue miembro fundador de la Sociedad Ecuatoriana de Cirugía Plástica Reconstructiva y Estética, capítulo Guayas. Se desempeñó como jefe de Cirugía Plástica en la sala Santa Ana del Hospital Luis Vernaza.
Ejerció como docente en la Universidad de Guayaquil, donde formó a varias promociones de médicos.

## Vida privada
Su sobrino y padre de su hermano el judoca Roberto, fue el doctor Roberto Bitar, quien también es cirujano plástico, a quien llevó desde niño a las actividades deportivas de la natación y el judo, el cual practicaban, además de enseñarle la profesión de la cirugía estética por la cual se dio a conocer por realizarlas a figuras del medio televisivo , además de ser así mismo el pionero en el deporte del jiu-jitsu brasilero en Ecuador. Su hijo es el médico cirujano plástico Luis Bitar Auad.

## Muerte
Falleció en Guayaquil de un infarto después de una sesión de diálisis, durante la cuarentena de Ecuador por la crisis sanitaria debido a la pandemia de enfermedad por coronavirus, el 13 de abril de 2020, a la edad de 82 años.